# Колібрі-самоцвіт аметистовологорлий
Колі́брі-самоцві́т аметистовологорлий (Lampornis amethystinus) — вид серпокрильцеподібних птахів родини колібрієвих (Trochilidae). Мешкає в Мексиці і Центральній Америці.

## Опис
Довжина птаха становить 11,5-12,5 см, самці важать 5-7,8 г, самиці 5-5,8 г. У самців номінативного підвиду тім'я і спина темно-зелені, надхвістя бронзове, верхні покривні пера хвоста чорнуваті. За очима білуваті смуги, скроні темні. Хвіст чорний, дещо роздвоєний, крайні стернові пера мають сірі кінчики. На горла блискуча рожева пляма, груди і боки темно-сірі, нижні покривні пера хвоста блідо-охристі. Дзьоб чорний, довжиною 15 мм, майже прямий. Самиці мають подібне забаравлення, однак горло у них коричнювате. Забарвлення молодих птахів є подібне до забарвлення самиць, однак у молодих самців на горлі меже бути кілька рожевих пер.
Представники підвидів L. a. circumventus і L. a. salvini майже не відрізняються від представників номінативного підвиду. У самців підвиду L. a. nobilis верхня частина тіла більш бронзово-зелена, надхвістя у них фіолетове, покривні пера хвоста фіолетово-чорні. На горлі червонувато-фіолетовий комір, нижня частина тіла темно-чорнувато-сіра. У самиць цього підвиду верхня частина тіла також має бронзовий відтінок, нижня частина тіла у них більш темна, горло тьмяно-коричневе. Представники підвиду L. a. margaritae мають помітно більш темне забарвлення, ніж представники номінативного підвиду. У самців цього підвиду пляма на горлі фіолетова або синя, а не червона або пурпурова, як у інших підвидів.

## Підвиди
Виділяють п'ять підвидів:
- L. a. amethystinus Swainson, 1827 — захід, центр і схід Мексики (від південного Нуево-Леона і південного Тамауліпаса до Веракруса і північної Оахаки);
- L. a. circumventus (Phillips, AR, 1966) — південь Мексики (захід гір Сьєрра-де-Міауатлан на південному заході Оахаки);
- L. a. margaritae (Salvin & Godman, 1889) — південний захід Мексики (Мічоакан, Герреро і західна Оахака);
- L. a. salvini (Ridgway, 1908) — від південної Мексики (Чіапас) до Гватемали і Сальвадора;
- L. a. nobilis Griscom, 1932 — Гондурас.

## Поширення і екологія
Аметистовологорлі колібрі-самоцвіти мешкають в Мексиці, Гватемалі, Сальвадорі і Гондурасі. Бродячий самець в липні 2016 року спостерігався в регіону Сагне-Ляк-Сен-Жан в Квебеці (Канада), а в жовтні цього ж року інший самець спостерігався в горах Девіс в Техасі. Аметистовологорлі колібрі-самоцвіти живуть в гірських сосново-дубових і вічнозелених тропічних лісах та на узліссях. Зустрічаються на висоті від 900 до 3400 м над рівнем моря. Живляться нектаром різноманітних квітучих рослин, а також комахами. Шукають нектар у нижньому і середньому ярусах лісу, пересуваючись за певним маршрутом. 
Аметистовологорлі колібрі-самоцвіти загалом не є територіальними, однак іноді захищають територію. Вранці і ввечері самці виконують демонстраційні польоти: летять по колу паралельно землі, підлітають до самиці, повертаються на сідало і повторюють польот до 5 разів. Гніздо чашоподібне, робиться з м'яких рослинних волокон, скріплених за допомогою павутиння, покривається мохом або лишайниками, прикріплються до гілки, на висоті від 1,4 до 2,4 м над землею.